# Léon Bertrand (géologue)
Pour les articles homonymes, voir Bertrand et Léon Bertrand.
Léon Bertrand, né à Arville (Seine-et-Marne) le 30 juillet 1869 et mort dans le 5e arrondissement de Paris le 24 février 1947, est un géologue français.

## Biographie
Ancien élève de l'École normale supérieure (promotion 1886), il obtient l'agrégation de sciences naturelles en 1890. En 1899 il est nommé professeur de géologie et minéralogie à l'université de Toulouse. Il se consacre alors à l'étude sur la géologie des Pyrénées, et plus particulièrement sur la stratigraphie et la tectonique ; il démontre l'existence de nappes de charriage dans les Corbières. En 1904, il revient à Paris et devient directeur du laboratoire de géologie de l'École normale supérieure.
Léon Bertrand est, en compagnie de Louis Barrabé, un pionnier de la prospection pétrolière en France. Les deux hommes sont à l'origine des découvertes de gisements de gaz dans le piémont pyrénéen dans les années 1940 et 1950, notamment celui de Saint-Marcet.
En 1945 il est élu membre de l'Académie des sciences.
Il est inhumé au cimetière du Père-Lachaise (34e division).

## Ouvrages
- Étude géologique du Nord des Alpes-Maritimes, Thèse de doctorat, 1896[4].

- Histoire géologique du sol français, Flammarion, Paris, 1946. Texte disponible en ligne sur LillOnum.